# Giustizia tributaria
La giustizia tributaria fa riferimento nel diritto tributario all'insieme di mezzi che l'ordinamento giuridico predispone a tutela delle situazioni giuridiche dei soggetti nei confronti delle pubbliche amministrazioni impositrici di prestazioni tributarie.
La giustizia tributaria può essere considerata un particolare settore della giustizia amministrativa. Come avviene per questa, la tutela delle situazioni giuridiche nei confronti della pubblica amministrazione può essere demandata ad un organo della stessa pubblica amministrazione, adito dal soggetto leso mediante un ricorso amministrativo, oppure ad un giudice investito della controversia a seguito dell'esercizio di un'azione da parte del soggetto leso.